# Maritzstraat 1-47

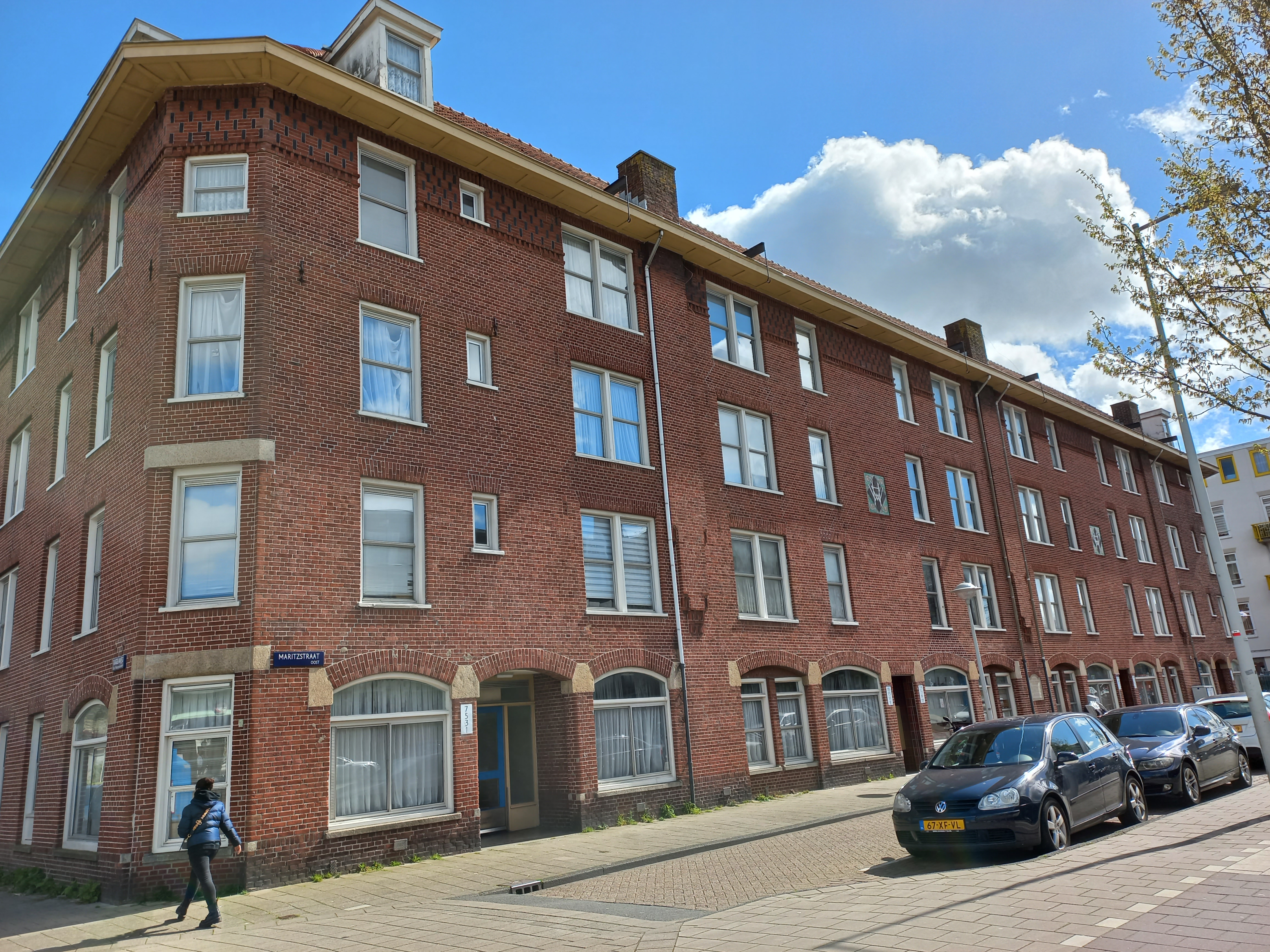
Maritzstraat 1-17, Amsterdam (april 2023)

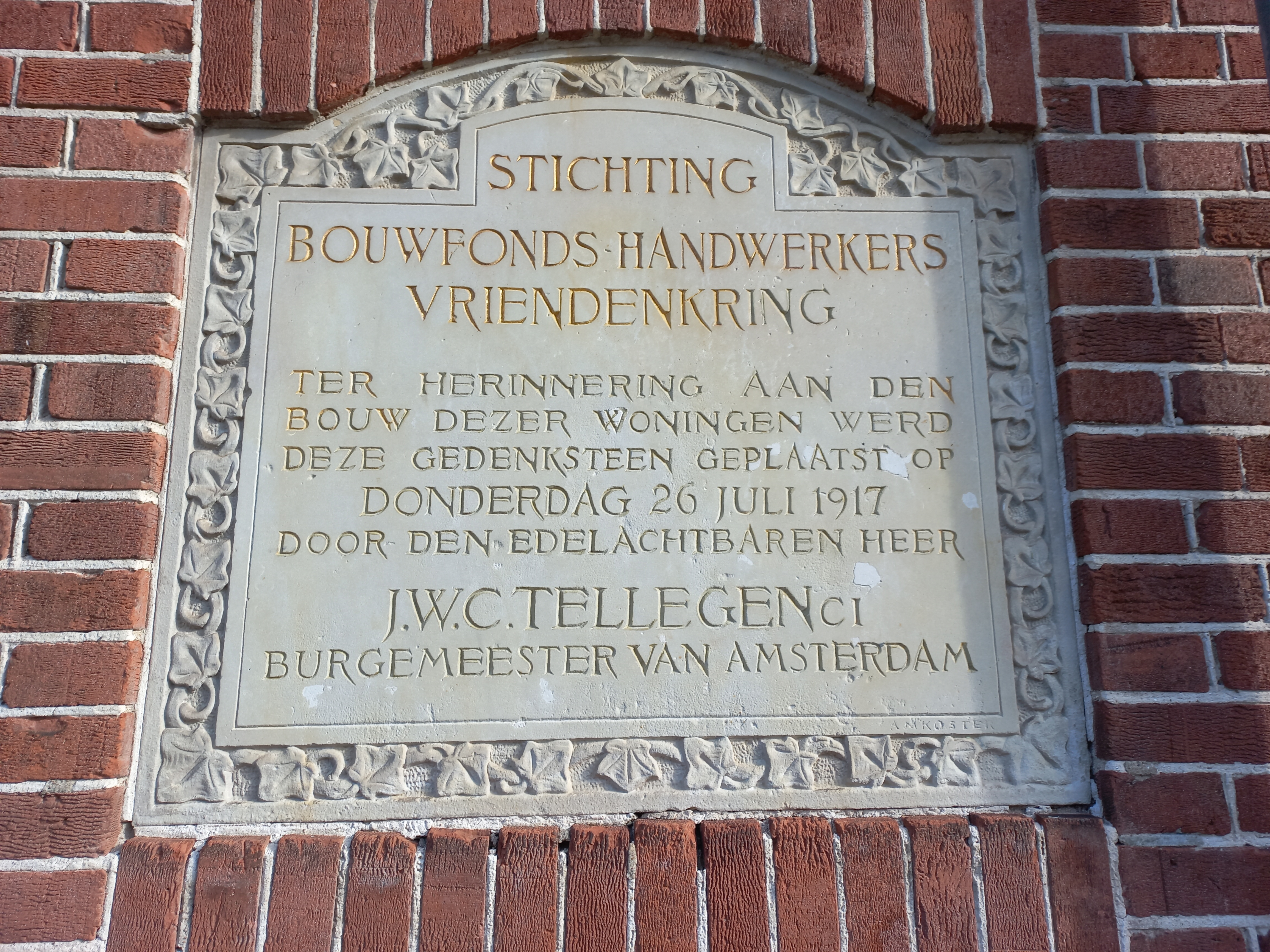
Gevelsteen (oktober 2023)

Maritzstraat 1-47 te Amsterdam vormt de oostelijke gevelwand van de Maritzstraat in Amsterdam-Oost. Het maakt deel uit van in oorsprong vijf bouwblokken met zekere eenheid.

## Geschiedenis
In de jaren tien en twintig van de 20e eeuw hield de Gemeente Amsterdam een grootscheepse sanering op Uilenburg en Marken. Daar woonden vaak Joodse gezinnen in krotachtige woningen en onder erbarmelijke omstandigheden. Om die sanering mogelijk te maken werden even ten zuiden van de stadsbebouwing en spoorlijn tussen Station Amsterdam Muiderpoort en het latere Station Amsterdam Amstel een vijftal woonblokken neergezet.
Er werd gebouwd door het Joodse (Bouwfonds) Handwerkers Vriendenkring, hetgeen nog middels een tegeltableau en een gevelsteen in de gevel terug te vinden is. Burgemeester Marie Anne Tellegen had dat bouwfonds op een gebied in de Transvaalbuurt gewezen. Vanaf 1914 kregen de plannen steeds vastere vorm onder architect Willem Leliman. Er werd geld bij elkaar gesprokkeld, 440.000 gulden voor 156 woningen, twaalf winkelwoningen en vier dagwinkels. Er vond een eerstesteenlegging plaats op 26 juli 1917 door Tellegen en Leliman zelf. Bij die steenlegging waren ook andere voorname mensen uit de Amsterdamse woningbouw aanwezig: Arie Keppler en Floor Wibaut als ook Heijman Barnstein, een van de oprichters van het bouwfonds. Het complex kreeg aan de Maritzstraat een plantsoentje voor de deur. Het complex Maritzstraat, Tugelaweg, Spitskopstraat, (een straat ontstaan tijdens de bouw van het blok) en Retiefstraat werd opgeleverd in 1919, het bouwfonds bestond toen vijftig jaar.
De woonblokken kwamen met hun kopse kant tegen de spoorlijn aan te liggen, de latere Tugelaweg. De vijf blokken (met de klok mee:
- blok I: Tugelaweg, Spitskopstraat, Retiefstraat, Maritzstraat (oplevering 1917)
- blok II: Tugeleaweg, Magersfonteinstraat, Retiefstraat, Spitskopstraat (met torentje)
- blok III: Tugelaweg, Laing’s Nekstraat, Retiefstraat, Magersfontreinstraat
- blok IV: Tugelaweg, Hertzogstraat, Retiefstraat, Laing’s Nekstraat en
- blok V: Tugelaweg Cillierstraat, Retiefstraat, Hertzogstraat (oplevering 1924)

De namen van de straten verwijzen naar plaatsen en leiders die in de Zuid-Afrikaanse Tweede Boerenoorlog, (rond 1900), een belangrijke rol hadden gespeeld: Tugelaweg naar rivier Tugela, Spitskopstraat naar Slag bij Spionkop (Spitskop), Retiefstraat naar Piet Retief, Maritzstraat naar Gerrit Maritz, Magersfonteinstraat naar Slag bij Magersfontein. Lang's Nekstraat naar Slag bij Laingsnek, Hertzogstraat naar James Barry Munnik Hertzog en Cilliersstraat naar Sarel Cilliers.
Volgens latere gegevens konden circa 500 Joodse gezinnen van met name handwerkers hier een nieuw onderdak vinden, al moest voor een douche nog uitgeweken worden naar een badhuis. Eind jaren dertig zagen die gezinnen dat onder de Spoorwegwerken Oost het spoor van maaiveldniveau naar dijklichaamhoogte werd verplaatst. De bouw van deze woonblokken in de Transvaalbuurt was een van de redenen om ter plekke een spoorbrug (vanaf 1939 Beukenwegspoorbrug) naar de Beukenweg te bouwen.
Die grotendeels Joodse bewoning leidde in de Tweede Wereldoorlog tot algehele leegstand omdat de Joodse bevolking na razzia's (de laatste hier in 1943) werd gedeporteerd naar concentratiekampen alwaar ze werden omgebracht. De woningen verkrotten daarop, hetgeen nog eens versterkt werd door de houtroof tijdens de hongerwinter. Al het hout verdween uit de leegstaande woningen.
Na de oorlog werden de woningen hersteld, maar het deel van blok I aan de Spitskopstraat was dermate beschadigd dat een grondige renovatie noodzakelijk was. Onder beheer van de Gemeentelijke Dienst Volkshuisvesting werd een reconstructie doorgevoerd. Daarna vonden regelmatig renovaties plaats om de woningen aan te passen aan de nieuw tijd. De blokken III en IV overleefden die continue renovaties uiteindelijk niet, ze maakten in 2015 plaats voor nieuwbouw. De blokken II en V werden na dat jaar (opnieuw) gerenoveerd; het torentje van blok II kon daarbij vanwege beperkte financiële middelen niet herplaatst worden, ondanks verzoeken van Erfgoedvereniging Bond Heemschut. Behoud van die blokken was deels te danken aan de Amsterdamse dienst Monumenten en Archeologie, die constateerden dat het gehele pakket eigenlijk van "cultuurhistorische waarde" was en is.

## Blok I
Na deze blokken werd het tijd om ook blok I aan te pakken. Het werd een discussiepunt tussen stadsvernieuwing en -verdichting, behoud vanwege de waarde en geld. Ymere is dan eigenaar van het blok, deze sloot in 2024 niet uit dat het Blok I alsnog moest slopen. Bij behoud van de blokken wordt ook werk van een andere architect behouden; de indeling van de Maritzstraat is afkomstig van Hendrik Petrus Berlage.